# Давиденко Микола Володимирович
Мико́ла Володи́мирович Давиде́нко (рос. Никола́й Влади́мирович Давыде́нко; нар. *2 червня 1981, Сєвєродонецьк, Українська РСР, СРСР) — російський тенісист українського походження. Мешкає в Монте-Карло.
Володар Кубка Девіса 2006 року в складі збірної Росії.
Досягнення на турнірах Великого шолома в одиночному розряді:
- Півфіналіст Відкритого чемпіонату Франції 2005 та 2007,
- Півфіналіст Відкритого чемпіонату США 2006 та 2007,

За час кар'єри Давиденко виграв 21 турнір ATP в одиночному розряді, в тому числі 3 турніри серії Мастерс.
Проти Давиденка велися розслідування про договірні матчі.

## Часова шкала результатів на турнірах Великого шлему
| W | Ф | ПФ | ЧФ | #Р | КТ | К# | DNQ | A | NH |

| Турнір                                 | 2000 | 2001 | 2002 | 2003 | 2004 | 2005 | 2006 | 2007 | 2008 | 2009 | 2010 | 2011 | 2012 | 2013 | 2014 | SR     | В-П   | Перемога % |
| -------------------------------------- | ---- | ---- | ---- | ---- | ---- | ---- | ---- | ---- | ---- | ---- | ---- | ---- | ---- | ---- | ---- | ------ | ----- | ---------- |
| Відкритий чемпіонат Австралії з тенісу |      | 2р   | 1р   | 1р   | 2р   | ЧФ   | ЧФ   | ЧФ   | 4р   |      | ЧФ   | 1р   | 1р   | 2р   | 2р   | 0 / 13 | 23–13 | 63.89      |
| Відкритий чемпіонат Франції з тенісу   |      | 2р   | 2р   | 2р   | 1р   | ПФ   | ЧФ   | ПФ   | 3р   | ЧФ   |      | 2р   | 1р   | 3р   | 1р   | 0 / 13 | 26–13 | 68.42      |
| Вімблдонський турнір                   |      |      | 1р   | 1р   | 1р   | 2р   | 1р   | 4р   | 1р   | 3р   | 2р   | 1р   | 1р   |      |      | 0 / 11 | 7–11  | 41.18      |
| Відкритий чемпіонат США з тенісу       |      | 1р   | 2р   | 2р   | 3р   | 2р   | ПФ   | ПФ   | 4р   | 4р   | 2р   | 3р   | 2р   | 2р   |      | 0 / 13 | 26–13 | 66.67      |
| В-П                                    | 0–0  | 2–3  | 2–4  | 2–4  | 3–4  | 11–4 | 13–4 | 17–4 | 8–4  | 9–3  | 6–3  | 3–4  | 1–4  | 4–3  | 1–2  | 0 / 50 | 82–50 | 63.28      |

## Фінал ATP

### Одиночний розряд: 2 (1–1)
| Результат | Дата | Турнір | Покриття   | Суперник               | Рахунок  |
| --------- | ---- | ------ | ---------- | ---------------------- | -------- |
| Поразка   | 2008 | Шанхай | Тверде (i) | Новак Джокович         | 1–6, 5–7 |
| Перемога  | 2009 | Лондон | Тверде (i) | Хуан Мартін дель Потро | 6–3, 6–4 |

## Фінали турнірів ATP

### Одиночний розряд: 28 (21 титули, 7 поразок)
| Легенда (до/після 2009)                                         |
| --------------------------------------------------------------- |
| Турніри Великого шолома (0–0)                                   |
| Tennis Masters Cup / ATP World Tour Фінали (1–1)                |
| ATP Masters Series / ATP World Tour Masters 1000 (3–0)          |
| ATP International Series Gold / ATP World Tour 500 Series (1–0) |
| ATP International Series / ATP World Tour 250 Series (16–6)     |

| Титули за покриттям |
| ------------------- |
| Тверде (8–3)        |
| Ґрунт (10–4)        |
| Трава (0–0)         |
| Килим (3–0)         |

| Титули by setting     |
| --------------------- |
| Відкритий корт (15–6) |
| Закритий корт (6–1)   |

| Результат | В-П  | Дата     | Турнір                                          | Категорія     | Покриття   | Опонент                 | Рахунок             |
| --------- | ---- | -------- | ----------------------------------------------- | ------------- | ---------- | ----------------------- | ------------------- |
| Перемога  | 1–0  | Січ 2003 | Brisbane International, Австралія               | International | Тверде     | Крістоф Вліген          | 6–2, 7–6(7–3)       |
| Перемога  | 2–0  | Кві 2003 | Estoril Open, Португалія                        | International | Ґрунт      | Агустін Кальєрі         | 6–4, 6–3            |
| Поразка   | 2–1  | Тра 2003 | St. Pölten International, Австрія               | International | Ґрунт      | Енді Роддік             | 3–6, 2–6            |
| Перемога  | 3–1  | Тра 2004 | BMW Open, Німеччина                             | International | Ґрунт      | Мартін Веркерк          | 6–4, 7–5            |
| Перемога  | 4–1  | Жов 2004 | Кубок Кремля, Росія                             | International | Килим (i)  | Грег Руседскі           | 3–6, 6–3, 7–5       |
| Перемога  | 5–1  | Тра 2005 | St. Pölten International, Австрія               | International | Ґрунт      | Юрген Мельцер           | 6–3, 2–6, 6–4       |
| Поразка   | 5–2  | Тра 2006 | Estoril Open, Португалія                        | International | Ґрунт      | Давід Налбандян         | 3–6, 4–6            |
| Перемога  | 6–2  | Тра 2006 | Pörtschach International, Австрія (2)           | International | Ґрунт      | Андрей Павел            | 6–3, 6–0            |
| Поразка   | 6–3  | Лип 2006 | Swedish Open, Швеція                            | International | Ґрунт      | Томмі Робредо           | 2–6, 1–6            |
| Перемога  | 7–3  | Сер 2006 | Orange Warsaw Open, Польща                      | International | Ґрунт      | Флоріан Маєр (тенісист) | 7–6(8–6), 5–7, 6–4  |
| Перемога  | 8–3  | Сер 2006 | Connecticut Open, США                           | International | Тверде     | Агустін Кальєрі         | 6–4, 6–3            |
| Перемога  | 9–3  | Жов 2006 | Kremlin Cup, Росія (2)                          | International | Килим (i)  | Марат Сафін             | 6–4, 5–7, 6–4       |
| Перемога  | 10–3 | Лис 2006 | Мастерс Париж, Франція                          | Masters       | Килим (i)  | Домінік Хрбати          | 6–1, 6–2, 6–2       |
| Перемога  | 11–3 | Жов 2007 | Kremlin Cup, Росія (3)                          | International | Тверде (i) | Поль-Анрі Матьє         | 7–5, 7–6(11–9)      |
| Перемога  | 12–3 | Кві 2008 | Відкритий чемпіонат Маямі з тенісу, США         | Masters       | Тверде     | Рафаель Надаль          | 6–4, 6–2            |
| Поразка   | 12–4 | Кві 2008 | Estoril Open, Португалія                        | International | Ґрунт      | Роджер Федерер          | 6–7(5–7), 1–2 ret.  |
| Перемога  | 13–4 | Тра 2008 | Pörtschach International, Австрія (3)           | International | Ґрунт      | Хуан Монако             | 6–2, 2–6, 6–2       |
| Перемога  | 14–4 | Чер 2008 | Warsaw Open, Польща                             | International | Ґрунт      | Томмі Робредо           | 6–3, 6–3            |
| Поразка   | 14–5 | Лис 2008 | Фінал ATP, КНР                                  | Tour Фінали   | Тверде (i) | Новак Джокович          | 1–6, 5–7            |
| Перемога  | 15–5 | Лип 2009 | Hamburg European Open, Німеччина                | 500 Series    | Ґрунт      | Поль-Анрі Матьє         | 6–4, 6–2            |
| Перемога  | 16–5 | Сер 2009 | Відкритий чемпіонат Хорватії з тенісу, Хорватія | 250 Series    | Ґрунт      | Хуан Карлос Ферреро     | 6–3, 6–0            |
| Перемога  | 17–5 | Жов 2009 | BMW Malaysian Open, Малайзія                    | 250 Series    | Тверде (i) | Фернандо Вердаско       | 6–4, 7–5            |
| Перемога  | 18–5 | Жов 2009 | Мастерс Шанхай, КНР                             | Masters 1000  | Тверде     | Рафаель Надаль          | 7–6(7–3), 6–3       |
| Перемога  | 19–5 | Лис 2009 | ATP World Tour Фінали, Велика Британія          | Tour Фінали   | Тверде (i) | Хуан Мартін дель Потро  | 6–3, 6–4            |
| Перемога  | 20–5 | Січ 2010 | Qatar ExxonMobil Open, Катар                    | 250 Series    | Тверде     | Рафаель Надаль          | 0–6, 7–6(10–8), 6–4 |
| Поразка   | 20–6 | Січ 2011 | Катар Open, Катар                               | 250 Series    | Тверде     | Роджер Федерер          | 3–6, 4–6            |
| Перемога  | 21–6 | Тра 2011 | Bavarian Championships, Німеччина (2)           | 250 Series    | Ґрунт      | Флоріан Маєр (тенісист) | 6–3, 3–6, 6–1       |
| Поразка   | 21–7 | Січ 2013 | Катар Open, Катар                               | 250 Series    | Тверде     | Рішар Гаске             | 6–3, 6–7(4–7), 3–6  |

### Парний розряд: 4 (2 титули, 2 поразки)
| Легенда (до/після 2009)                                         |
| --------------------------------------------------------------- |
| Турніри Великого шолома (0–0)                                   |
| Tennis Masters Cup / ATP World Tour Фінали (0–0)                |
| ATP Masters Series / ATP World Tour Masters 1000 (0–0)          |
| ATP International Series Gold / ATP World Tour 500 Series (0–0) |
| ATP International Series / ATP World Tour 250 Series (2–2)      |

| Титули за покриттям |
| ------------------- |
| Тверде (1–0)        |
| Ґрунт (0–1)         |
| Трава (0–0)         |
| Килим (1–1)         |

| Титули by setting    |
| -------------------- |
| Відкритий корт (0–1) |
| Закритий корт (2–1)  |

| Результат | В-П | Дата     | Турнір                      | Категорія     | Покриття   | Партнер       | Опоненти                     | Рахунок          |
| --------- | --- | -------- | --------------------------- | ------------- | ---------- | ------------- | ---------------------------- | ---------------- |
| Перемога  | 1–0 | Жов 2004 | Кубок Кремля, Росія         | International | Килим (i)  | Ігор Андрєєв  | Магеш Бгупаті Йонас Бйоркман | 3–6, 6–3, 6–4    |
| Поразка   | 1–1 | Жов 2005 | Kremlin Cup, Росія          | International | Килим (i)  | Ігор Андрєєв  | Максим Мирний Михайло Южний  | 1–6, 1–6         |
| Поразка   | 1–2 | Чер 2008 | Orange Warsaw Open, Польща  | International | Ґрунт      | Юрій Щукін    | Маріуш Фирстенберг           | 0–6, 6–3, [4–10] |
| Перемога  | 2–2 | Лют 2014 | Open Sud de France, Франція | 250 Series    | Тверде (i) | Денис Істомін | Марк Жікель Ніколя Маю       | 6–4, 1–6, [10–7] |